# Týniště nad Orlicí
Týniště nad Orlicí település Csehországban, Rychnov nad Kněžnou-i járásban. Týniště nad Orlicí Olešnice, Voděrady, Běleč nad Orlicí, Ledce, Třebechovice pod Orebem, Albrechtice nad Orlicí, Bolehošť, Čestice, Býšť, Žďár nad Orlicí, Vysoké Chvojno, Lično és Lípa nad Orlicí településekkel határos. Lakosainak száma 6187 fő (2024. január 1.).

## Népesség
A település lakosságának változását az alábbi diagram mutatja:
| Lakosok száma | 2986 | 3352 | 4013 | 4443 | 6606 | 6286 | 6174 | 6058 | 6001 | 6187 |
|               | 1869 | 1890 | 1921 | 1950 | 1980 | 2001 | 2017 | 2019 | 2022 | 2024 |